# Dolmens du Mas d'Arjac
Les dolmens du Mas d'Ajarc sont un ensemble de trois dolmens situés, sur la commune de Cabrerets dans le département du Lot.

## Dolmen n°1
Ce dolmen est situé au pied du Pech del Cayre ce qui lui vaut parfois ainsi d'être appelé dolmen du Pech del Cayre (ou Pech d'Alcayre)(44° 30′ 10″ N, 1° 40′ 29″ E). L'édifice a conservé son tumulus de forme arrondie d'un diamètre d'environ 21 m. Le dolmen est orienté selon l'azimut 119°. Le poids de la table de couverture, dont la superficie atteint 9 m2, est estimé à 6,5 tonnes.
| Dalle                                                   | Longueur | Épaisseur | Largeur |
| ------------------------------------------------------- | -------- | --------- | ------- |
| Table                                                   | 3,15 m   | 0,35 m    | 2,85 m  |
| Orthostate droit                                        | 3 m      | 0,15 m    | 1,30 m  |
| Orthostate gauche (cassé)                               | 3 m      | 0,15 m    | 1,30 m  |
| Chevet                                                  | 1,15 m   | 0,15 m    | 0,50 m  |
| Données : Inventaire des mégalithes de la France, 5-Lot |          |           |         |

Le dolmen no 1 est inscrit au titre des monuments historiques depuis 1966.

## Dolmen n°2
Le dolmen no 2 est situé sur la gauche de la piste forestière en montant vers le Pech del Cayre, une centaine de mètres avant le dolmen no 1 (44° 30′ 06″ N, 1° 40′ 25″ E).  Il est orienté selon l'azimut 70°. Masqué par la végétation, son état est assez critique : la table a disparu et les deux orthostates sont fortement endommagés dans leur partie supérieure émergeant du sol. La chambre sépulcrale est quasiment comblée par des pierrailles.
| Dalle                                                   | Longueur | Épaisseur | Largeur |
| ------------------------------------------------------- | -------- | --------- | ------- |
| Orthostate droit                                        | 2,30 m   | 0,25 m    | 0,60 m  |
| Orthostate gauche                                       | 2 m      | 0,30 m    | 0,70 m  |
| Chevet                                                  | 0,80 m   | 0,10 m    | 0,50 m  |
| Données : Inventaire des mégalithes de la France, 5-Lot |          |           |         |

## Dolmen n°3
Le dolmen no 3 était situé près de la crête du Pech del Cayre mais il a été détruit lors de travaux de reboisement. Il était orienté selon l'azimut 79°. Ses caractéristiques sont connues grâce au relevé précédemment effectué par Jean Clottes. Le tumulus (12 mètres de diamètre) était déjà entamé dans sa partie nord.
| Dalle                                                   | Longueur | Épaisseur | Largeur |
| ------------------------------------------------------- | -------- | --------- | ------- |
| Orthostate droit (cassé)                                | 2 m      | 0,15 m    | 1 m     |
| Orthostate gauche                                       | 2,35 m   | 0,25 m    | 1,20 m  |
| Chevet                                                  | 0,85 m   | 0,15 m    | 0,70 m  |
| Données : Inventaire des mégalithes de la France, 5-Lot |          |           |         |